# 法務部行政執行署
法務部行政執行署是中華民國法務部的所屬機關，成立於2000年1月1日，主要功能為集中辦理基於法令或行政處分所生之公法上金錢給付義務之案件。

## 沿革
- 1932年12月28日，國民政府制定公布《行政執行法》。
- 1983年5月1日，法務部奉行政院指示，延攬學者專家組成「行政執行法研究修正委員會」，通盤檢討《行政執行法》現行條文之缺失。
- 1998年11月11日，總統令修正公布《行政執行法》，規定在法務部之下設行政執行專責機關。
- 1999年2月3日，總統令制定公布《法務部行政執行署組織條例》及《行政執行處組織通則》。
- 2000年1月1日，法務部行政執行署於臺北市正式成立，設置台北、板橋、桃園、新竹、台中、彰化、嘉義、台南、高雄、屏東、花蓮、宜蘭等十二個行政執行處，未設行政執行處之縣市設置一個行政執行官辦公室。
- 2006年1月1日，大臺北地區增設士林行政執行處，並調整台北、板橋及宜蘭等行政執行處之轄區。
- 2011年6月29日，總統令制定公布《法務部行政執行署組織法》；隔年元旦，《法務部行政執行署組織法》施行，行政執行處改為分署。
- 2012年6月30日，臺北市內湖區法務部內湖聯合辦公大樓完工落成，為行政執行署本部及士林分署合署辦公廳舍，為行政執行機關首座自有辦公廳舍。

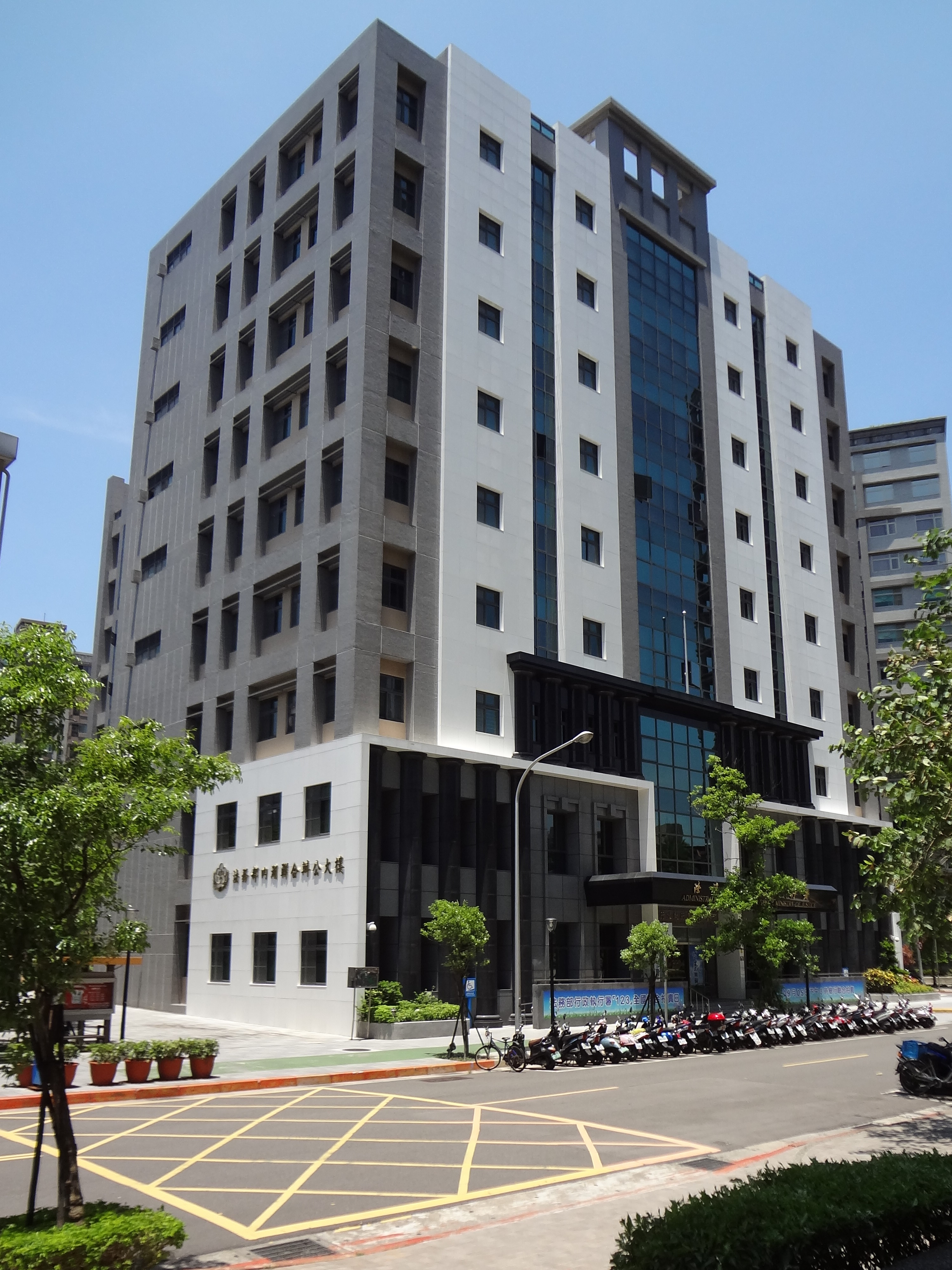
法務部內湖聯合辦公大樓

## 歷任署長
| 姓名           | 任職時間                      | 學歷                                              | 出身       |
| -------------- | ----------------------------- | ------------------------------------------------- | ---------- |
| 林雲虎         | 2000年1月1日－2007年4月12日   | 中國文化大學法律學系碩士                          | 檢察官     |
| 林朝松         | 2007年4月12日－2010年7月28日  | 中國文化學院（今中國文化大學）法律學系學士        | 檢察官     |
| 張清雲         | 2010年7月28日－2016年7月18日  | 國立臺灣大學法律學系學士                          | 檢察官     |
| 黃騰耀（代理） | 2016年7月18日－2016年9月1日   | 不明                                              | 檢察官     |
| 朱家崎         | 2016年9月1日－2017年10月16日  | 中央警官學校行政學系學士                          | 檢察官     |
| 呂文忠         | 2017年10月16日－2018年9月20日 | 中國文化大學法律學系學士                          | 檢察官     |
| 陳盈錦（代理） | 2018年9月20日－2019年1月31日  | 中國文化大學法律學系學士 國立政治大學法律學系碩士 | 檢察官     |
| 林慶宗         | 2019年1月31日－2023年5月3日   | 東吳大學法律學系學士                              | 檢察官     |
| 黃玉垣         | 2023年5月3日－2024年7月9日    | 國立臺灣大學法律學系學士 東吳大學法律學系碩士     | 檢察官     |
| 葉自強（代理） | 2024年7月9日－2024年8月12日   | 輔仁大學法律學系學士                              | 行政執行官 |
| 繆卓然         | 2024年8月12日－現任           | 國立政治大學法律學系學士                          | 檢察官     |

## 組織
- 署長一人，職務列簡任第十二至十三職等
  - 副署長一人，職務列簡任第十二職等
    - 主任秘書，職務列簡任第十一職等

### 內部單位
- 綜合規劃組
- 法制及行政救濟組
- 案件審議組
- 秘書室
- 人事室
- 政風室
- 會計室
- 統計室

### 各分署轄區
| 編號 | 分署名稱 | 轄區 |
| 1    | 臺北分署 | 臺北市中正區、松山區、信義區、文山區、大安區、萬華區、中山區 新北市新店區、烏來區、深坑區、石碇區、坪林區 金門縣 |
| 2    | 新北分署 | 新北市板橋區、土城區、三重區、永和區、中和區、新莊區、三峽區、樹林區、鶯歌區、泰山區、蘆洲區、五股區、林口區     |
| 3    | 士林分署 | 臺北市士林區、北投區、大同區、內湖區、南港區 新北市汐止區、淡水區、八里區、三芝區、石門區 連江縣                 |
| 4    | 桃園分署 | 桃園市 |
| 5    | 新竹分署 | 新竹縣、新竹市、苗栗縣                                                                                           |
| 6    | 臺中分署 | 臺中市 |
| 7    | 彰化分署 | 彰化縣、南投縣                                                                                                   |
| 8    | 嘉義分署 | 嘉義縣、嘉義市、雲林縣                                                                                           |
| 9    | 臺南分署 | 臺南市 |
| 10   | 高雄分署 | 高雄市、澎湖縣                                                                                                   |
| 11   | 屏東分署 | 屏東縣 |
| 12   | 花蓮分署 | 花蓮縣、臺東縣                                                                                                   |
| 13   | 宜蘭分署 | 宜蘭縣、基隆市 新北市瑞芳區、貢寮區、雙溪區、平溪區、萬里區、金山區                                              |

## 交通

### 台北捷運
捷運 文湖線葫洲站一號出口

### 公車
站名：捷運葫洲站

### 公車路線
21、21直、240、240直、247、247區、284、284直、287、287區、287夜、531、553、620、620區、630、645、645副、646、646區、677、903、小1區、紅2、紅32等

## 外部連結
- （繁體中文）法務部行政執行署
- YouTube上的法務部行政執行署頻道
- 法務部行政執行署臉書粉絲專頁 （页面存档备份，存于）